# Domvast
Domvast è un comune francese di 341 abitanti situato nel dipartimento della Somme nella regione dell'Alta Francia.

## Storia

### Simboli
Lo stemma comunale di Domvast è stato adottato nella seduta del consiglio comunale del 26 marzo 2019.
I due scudetti rossi sono ripresi dal blasone della famiglia D'Abbeville (d'argento, a tre scudetti di rosso), che furono signori di Domvast dal XIV secolo (con Guillaume d'Abbeville) fino al 1486 (con Jeanne d'Abbeville, moglie di Jean de Melun, connestabile di Francia). Il bisante deriva dall'arma della famiglia De Melun (d'azzurro, a nove bisanti d'oro; al capo dello stesso) che ereditò la signoria per matrimonio e la mantenne fino al XVIII secolo.
Il cervo ricorda le grandi cacce che un tempo resero celebre Domvast.

## Società

### Evoluzione demografica
Abitanti censiti